# 湯船の水

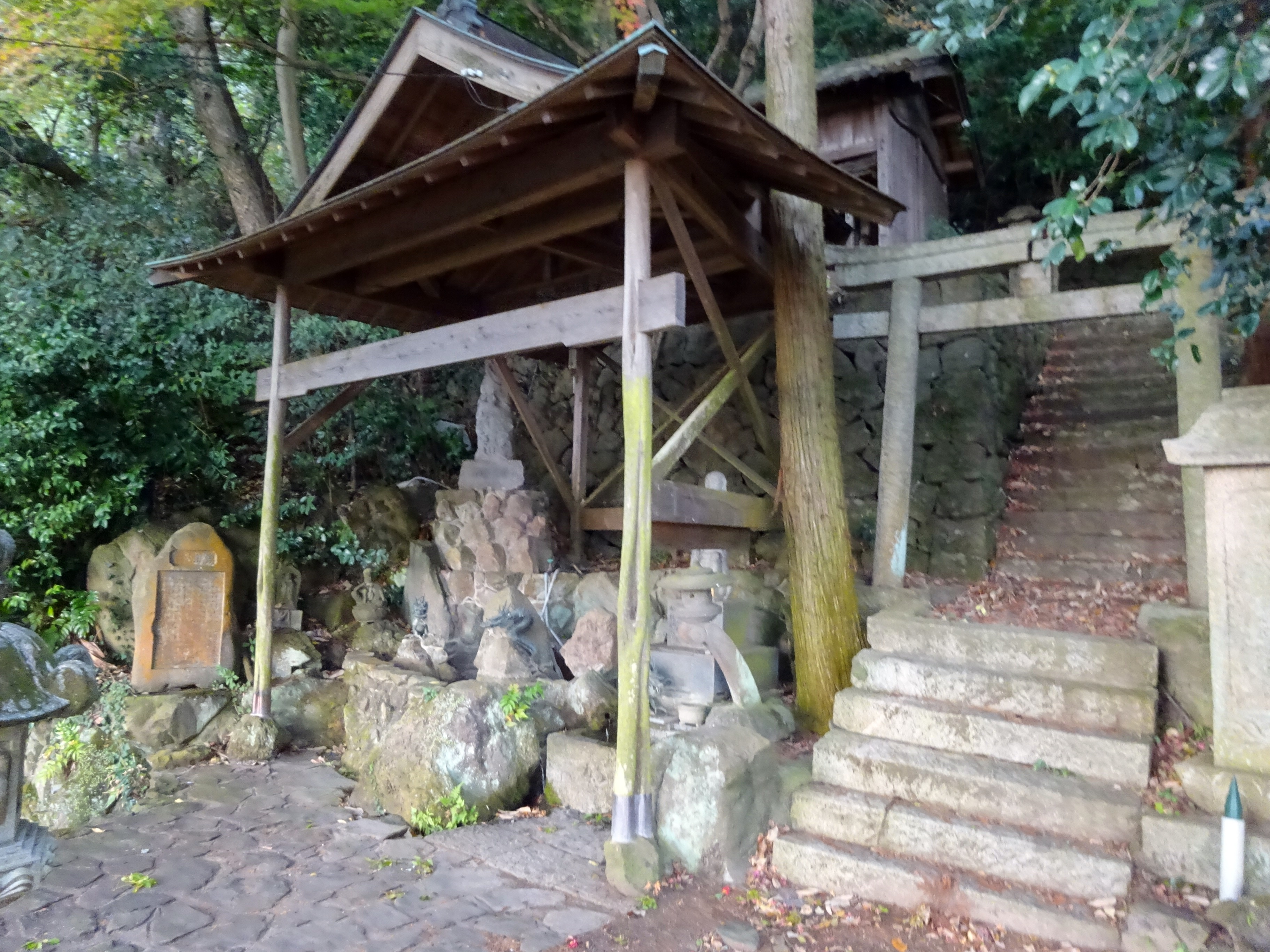
「湯船の水」湧水場

湯船の水（ゆぶねのみず）は、瀬戸内海国立公園の指定区域である小豆島（香川県小豆郡小豆島町中山）に湧水する泉で、1985年（昭和60年）名水百選のひとつに選定された。また、下流は1999年（平成11年）に千枚田（池田町）として日本の棚田百選に選定されている。

## 水源
小豆島、湯船山（452m）の水源林。

## 利用方法
島内の千枚田等に引水され農業用として利用されている。
また、中山地区の簡易水道用水としても利用される。

## 交通
- 香川県道26号土庄福田線「殿川橋」から湯船山駐車場